# Lasiosphaeria rhacodium
Lasiosphaeria rhacodium är en svampart som tillhör divisionen sporsäcksvampar, och som först beskrevs av Christiaan Hendrik Persoon och Fr., och fick sitt nu gällande namn av Vincenzo de Cesati och De Not. Lasiosphaeria rhacodium ingår i släktet Lasiosphaeria, och familjen Lasiosphaeriaceae. Arten är reproducerande i Sverige.